# Glenunga
Glenunga är en del av en befolkad plats i Australien. Den ligger i kommunen Burnside och delstaten South Australia, nära delstatshuvudstaden Adelaide. Antalet invånare är 1 869.
Runt Glenunga är det ganska tätbefolkat, med 222 invånare per kvadratkilometer.. Närmaste större samhälle är Adelaide, nära Glenunga. 
I omgivningarna runt Glenunga växer huvudsakligen savannskog. Genomsnittlig årsnederbörd är 729 millimeter. Den regnigaste månaden är juni, med i genomsnitt 133 mm nederbörd, och den torraste är december, med 21 mm nederbörd.